# Skirsjön (Östra Ny socken, Östergötland)
Skirsjön är en sjö i Norrköpings kommun i Östergötland och ingår i Motala ström-Söderköpingsåns kustområde. Sjön har en area på 0,112 kvadratkilometer och ligger 37,7 meter över havet.

## Delavrinningsområde
Skirsjön ingår i det delavrinningsområde (648549-154876) som SMHI kallar för Utloppet av Dammen. Medelhöjden är 33 meter över havet och ytan är 53,59 kvadratkilometer. Det finns inga avrinningsområden uppströms utan avrinningsområdet är högsta punkten. Avrinningsområdets utflöde Jonsbergsån mynnar i havet. Avrinningsområdet består mestadels av skog (52 procent), öppen mark (12 procent) och jordbruk (33 procent). Avrinningsområdet har 0,37 kvadratkilometer vattenytor vilket ger det en sjöprocent på 0,7 procent.